# Liên đoàn bóng đá Hoàng gia Tây Ban Nha
Liên đoàn bóng đá Hoàng gia Tây Ban Nha (tiếng Tây Ban Nha: Real Federación Española de Fútbol; RFEF) là cơ quan quản lý bóng đá ở Tây Ban Nha. Nó có trụ sở ở La Ciudad del Fútbol của Las Rozas, một đô thị gần Madrid. Liên đoàn được thành lập vào ngày 14 tháng 10 năm 1909 với tên gọi Federación Española de Clubs de Football, và được chính thức thành thành lập vào ngày 29 tháng 9 năm 1913.
Liên đoàn tổ chức các giải đấu như La Liga, Segunda División, Cúp Nhà vua Tây Ban Nha, Siêu cúp bóng đá Tây Ban Nha và cũng chịu trách nhiệm quản lý các đội tuyển bóng đá quốc gia nam, nữ, và đội trẻ. Đội tuyển bóng đá trong nhà quốc gia Tây Ban Nha cũng thuộc về liên đoàn. Tính đến tháng 5 năm 2019, liên đoàn có 21.148 câu lạc bộ đã đăng ký và 1.063.090 cầu thủ bóng đá thuộc liên đoàn.